# TERZ
TERZ StattZeitung für Düsseldorf ist eine Zeitschrift für Politik und Kultur in Düsseldorf und Umgebung. Sie besteht seit 1991 und ist links-alternativ. Der Begriff „Stattzeitung“ ist ein Hinweis auf die inhaltliche Nähe zu ähnlichen Initiativen gleichen Namens etwa in Nürtingen, Südbaden etc. Sie will auf „realmanifestiertem Papier“ nach eigenen Angaben „politische und kulturelle Initiativen in dieser Stadt aufgreifen, Missstände thematisieren und die Begrenztheit der Kommuniktion sozialer Bewegungen durchbrechen“. Dazu setzt das Zeitungskollektiv auf die Unterstützung von Lesern und Internetbesuchern.
Die Zeitung erscheint kostenlos als Printmedium monatlich in einer Auflage von 10.000 Exemplaren. Das Internetarchiv reicht bis November 1999 zurück. Träger ist der Verein TERZ Stattzeitung Förderung gleichberechtigter Kommunikation e. V. Die Zeitschrift enthält unter anderem Beiträge zu politischen Themen und einen Kalender für politische Veranstaltungen in der Region. Sie kooperiert mit befreundeten Initiativen, wie etwa dem Linken Zentrum Hinterhof, deren Termine und Veranstaltungen auf der eigenen Website erscheinen.